# I Love You (canción)
«I Love You» (estilizado en minúsculas) es una canción de la cantante estadounidense Billie Eilish. Se lanzó el 29 de marzo de 2019, a través de Interscope Records y Darkroom Records junto al lanzamiento de su álbum de estudio When We All Fall Asleep, Where Do We Go? (2019). La pista fue escrita por la cantante junto a su hermano Finneas O'Connell.

## Antecedentes y composición
La canción trata sobre una relación complicada entre dos amantes. Ella describe «la sonrisa que me diste incluso cuando tenías ganas de morir». En estos momentos, ella parece estar lidiando con su lugar en un mundo destrozado por la tragedia. Eilish también canta sobre estar «despierta toda la noche con otro ojo rojo». La canción tiene la débil voz de un asistente de línea aérea y el sonido de un avión despegando durante el segundo verso. O'Connell reveló en un tuit que es una de sus canciones favoritas que él y su hermana escribieron, y dijo: «Es muy sincero, y es algo sobre lo que he estado tratando de escribir durante mucho tiempo, es decir, cuando te enamoras de alguien».

## Créditos y personal
Créditos adaptados de Tidal.
- Casey Cuayo - asistente de mezcla, personal de estudio
- John Greenham - ingeniero de masterización, personal de estudio
- Rob Kinelski - mezcla, personal de estudio
- Billie Eilish O'Connell - voz, composición
- Finneas O'Connell - productor, composición

## Posicionamiento en listas
| Listas (2019)                      | Mejor posición |
| ---------------------------------- | -------------- |
| Australia (ARIA)                   | 20             |
| Canadá (Canadian Hot 100)          | 35             |
| Estados Unidos (Billboard Hot 100) | 53             |
| Nueva Zelanda (RMNZ)               | 38             |
| Países Bajos (Single Top 100)      | 61             |
| Suecia (Sverigetopplistan)         | 47             |

## Certificaciones
| País (organismo certificador) | Certificación | Unidades certificadas |
| ----------------------------- | ------------- | --------------------- |
| Canadá (Music Canada)         | Platino       | 80 000                |
| México (AMPROFON)             | Oro           | 30 000                |
| Reino Unido (BPI)             | Plata         | 200 000               |